# サン・マルコ共和国

サン・マルコ共和国
Repubblica di San Marco (イタリア語)
Repùblega Vèneta (ヴェネト語)

国の標語: Viva San Marco!（イタリア語）
サン・マルコ万歳！国歌: Il Canto degli Italiani（イタリア語）
イタリア人達の唱歌

サン・マルコ共和国の位置

サン・マルコ共和国（サン・マルコきょうわこく、Repubblica di San Marco）は、1848年革命の際にイタリアのヴェネツィアを中心とするヴェネト地方に設立された共和国である。ヴェネト共和国またはヴェネツィア臨時政府とも呼ぶ。また、1797年まで存在したヴェネツィア共和国に対して第二共和国とも呼ぶ。
1848年当時、ヴェネト地方はオーストリア皇帝を王とするロンバルド＝ヴェネト王国の一部であった。しかし、3月15日ウィーンで暴動が起き宰相メッテルニヒが失脚すると、オーストリアの圧力が弱まった。3月18日ミラノの暴動（ミラノの5日間）と時を同じくして3月17日に、ダニエーレ・マニンを主導者として蜂起。3月23日にはマニンを大統領とする共和国となった。
1848年革命で出来た共和国の中では長命を保ったが、1849年8月末にはマニンは降伏し、1866年のイタリア併合までこの地域はオーストリア領になった。